# Martinet de Bradfield
Pour les articles homonymes, voir Martinet et Bradfield.
Apus bradfieldi
Espèce
Statut de conservation UICN

 LC  : Préoccupation mineure
Le Martinet de Bradfield (Apus bradfieldi) est une espèce d'oiseau appartenant à la famille des apodidés.

## Aire de répartition
Elle s'étend sur l'Angola, le Botswana, la Namibie et l'Afrique du Sud.

## Sous-espèces
D'après Alan P. Peterson, cette espèce est constituée des deux sous-espèces suivantes :
- Apus bradfieldi bradfieldi (Roberts, 1926)
- Apus bradfieldi deserticola Brooke, 1970